# Timia albifacies
Timia albifacies är en tvåvingeart som beskrevs av Gorodkov och Zaitzev 1986. Timia albifacies ingår i släktet Timia och familjen fläckflugor.
Artens utbredningsområde är Turkmenistan. Inga underarter finns listade i Catalogue of Life.